# Sail Away Sweet Sister
A Sail Away Sweet Sister a nyolcadik dal a brit Queen együttes 1980-as The Game albumáról. A szerzője Brian May gitáros volt. Alcíme is utal rá, hogy a meg nem született lánytestvérének címezte. Axl Rose a Guns N’ Roses 1991-93-as Use Your Illusion turnéján a Sweet Child o’ Mine bevezetőjeként gyakran a dal kórusrészét énekelte.

## Közreműködők
- Ének: Brian May, Freddie Mercury
- Háttérvokál: Brian May, Freddie Mercury, Roger Taylor

Hangszerek:
- Roger Taylor: Ludwig dobfelszerelés
- John Deacon: Fender Precision Bass
- Brian May: Red Special, Oberheim OBX szintetizátor, Hairfred akusztikus gitár
- Freddie Mercury: Bosendorfer zongora, Wurlitzer elektromos zongora